# Васил Гоцев
Васил Стоянов Гоцев е български юрист и политик от Демократическата партия, министър на правосъдието и правната евроинтеграция през 1997 – 1999 година.

## Биография
Васил Гоцев е роден на 21 юли 1929 година в София. Завършва право в Софийския университет „Климент Охридски“ през 1951 година, след което работи като адвокат в Перник и София. От 1986 година преподава гражданско право в Софийския университет.
През 1989 година, по време на т.нар. „Възродителен процес“, развива подробна правна аргументация, чрез която изселваните турци да бъдат лишени от собствеността им, като дори предлага за земеделските земи, ползвани от Аграрно-промишлените комплекси, да се претендира, че са придобити от държавата по давност на владение.
Гоцев става член на възстановената Демократическа партия, част от Съюза на демократичните сили, и от 1991 година е избиран три пъти за народен представител. От 1997 до 1999 година e министър на правосъдието и правната евроинтеграция в правителството на Иван Костов. От 2001 до 2011 година Васил Гоцев е съдия в Конституционния съд от квотата на Народното събрание.
Умира на 20 ноември 2018 година в дома си.